# 策登扎布·苏赫巴特尔
策登扎布·苏赫巴特尔（1962年—），蒙古族，蒙古国色楞格省人，蒙古国外交官。

## 生平
1962年，苏赫巴特尔生于蒙古色楞格省。1986年，毕业于莫斯科国际关系学院国际法律专业。1986年至1991年，任蒙古人民共和国外交部条法局随员、三秘、二秘。1991年至1992年，为伦敦大学进修生。1992年至1995年，任蒙古国外交部条法局参赞。1995年至1997年，出任蒙古国常驻联合国日内瓦办事处参赞。1997年至2001年，任蒙古国驻大不列颠及北爱尔兰联合王国大使。
2001年至2004年，任蒙古民主党负责外事的秘书长。2004年至2006年，任蒙古国法律、内务部副部长。2006年至2009年，重新担任蒙古民主党负责外事的秘书长。2009年6月至9月，任蒙古国总统外事顾问。2009年11月，任蒙古国驻中华人民共和国大使。2016年8月离任。

## 家庭
苏赫巴特尔已婚，育有三子。